# Laser Interferometer Space Antenna

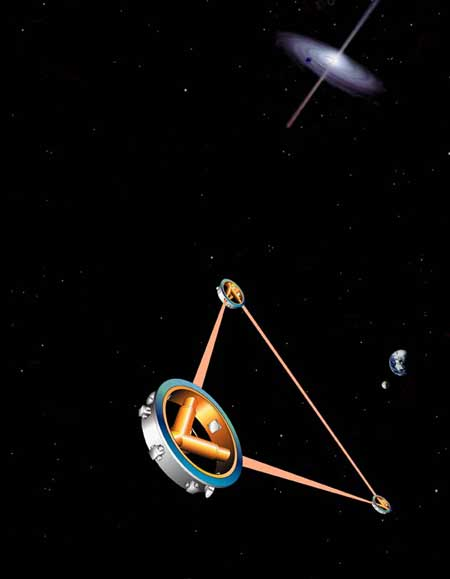
LISA в представлении художника

Laser Interferometer Space Antenna (с англ. — «Лазерная интерферометрическая космическая антенна») — проект космического детектора гравитационных волн. Первоначально проект начинался под названием LISA как совместный проект Европейского космического агентства и НАСА. Однако в 2011 году НАСА, столкнувшись с финансовыми проблемами, объявило, что более не может участвовать в разработках LISA. Уменьшенный в размерах дизайн проекта LISA под названием New Gravitational-wave Observatory (NGO, новая гравитационно-волновая обсерватория) был предложен в качестве очередной большой миссии программы Cosmic Vision. В июне 2017 года в конце концов миссия была одобрена ESA.
В настоящее время[когда?] эксперимент находится в стадии проектирования, предполагаемое время запуска — 2034 год. Расчётная продолжительность эксперимента — 5 лет, с возможностью продления до 10 лет.
В декабре 2015 года был запущен спутник LISA Pathfinder для тестирования некоторых решений для оборудования LISA. Тестирование прошло успешно, и в апреле 2016 консультационный совет гравитационной обсерватории оценил проект LISA как реализуемый.

## Цели проекта

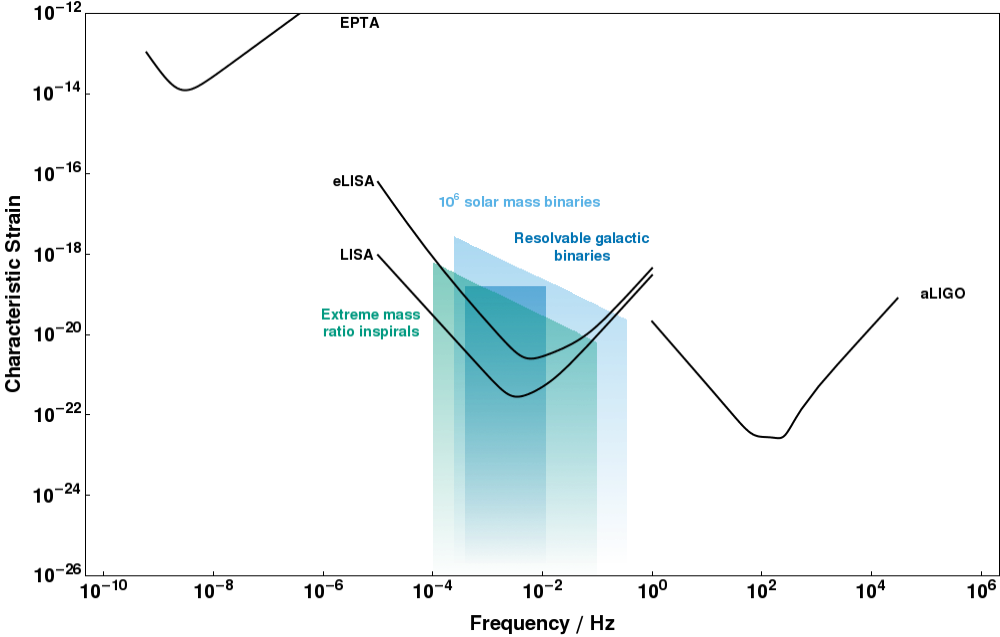
Кривые чувствительности детекторов гравитационных волн как функции частоты. EPTA — проект выявления гравитационных волн низкой частоты посредством наблюдения за пульсарами.

Проект LISA нацелен на исследование гравитационных волн посредством лазерной интерферометрии на астрономических расстояниях. Измерения будут проводиться при помощи трёх космических аппаратов, расположенных в вершинах правильного треугольника. Две стороны этого треугольника длиной 1 миллион километров будут образовывать плечи гигантского интерферометра Майкельсона. Когда гравитационная волна искажает структуру пространства-времени между двумя космическими аппаратами, появляется возможность измерить относительные изменения длины плеч интерферометра по сдвигу фазы лазерного луча, несмотря на малость этого эффекта.
Целью проекта является не только детектирование гравитационных волн, но и измерение их поляризации, а также направления на их источник. Таким образом, в конечном итоге цель проекта — построение карты неба с угловым разрешением порядка нескольких градусов путём исследования низкочастотного гравитационного излучения. В случае успешной работы эксперимента в течение нескольких лет, разрешение для источников высокочастотных гравитационных волн (с периодами менее 100 секунд) может быть улучшено до нескольких угловых минут.

## Устройство
Предполагается создать созвездие из трёх одинаковых юнитов (аппаратов, S/C), каждый из которых будет располагаться в  одной из вершин равностороннего треугольника со стороной в 2,5 миллиона километров. В силу возмущений приливными силами со стороны небесных тел Солнечной системы, треугольник созвездия будет «разбалтываться» с амплитудой порядка 50000 км. Но несмотря на эти возмущения, ожидается измерение относительных сдвигов юнитов с пикометровой точностью (само абсолютное значение расстояний будет измеряться с точностью порядка 10см). Авторы разработки указывают, что воздействие тел Солнечной системы будет хотя и огромным по амплитуде, его удастся вычесть при обработке данных, так как воздействие приливных сил гладкое и имеет характерный порядок времени, измеряемый месяцами, тогда как детектор LISA ориентирован на поиск сигналов в миллигерцовом диапазоне (mHz). Интересным решением является связь между аппаратами посредством тех же лазерных лучей, которые служат для научных задач. Ожидается, что информация, собираемая на всех трёх аппаратах одновременно, будет передаваться по лазерным лучам на один из юнитов созвездия, а далее не реже чем раз в сутки сбрасываться на Землю. Отмечается, что в силу гигантских расстояний между аппаратами было бы невозможно применять пассивные отражатели. Вместо этого каждый юнит работает как активный транспондер.
В начале разработки миссии LISA наибольшие сомнения в реализуемости программы вызывали негравитационные воздействия, способные непредсказуемым образом смещать юниты в пространстве. Примером таких воздействий может служить давление солнечного ветра. Для их компенсации каждый юнит оснащён парой датчиков линейных ускорений. Эти датчики измеряют ускорения в проекции на одну из 3D осей. Принцип работы датчиков основан на наблюдении за свободно парящим в невесомости пробным телом, защищённым от любых внешних воздействий. Положение пробного тела отслеживается отдельным маленьким лазерным интерферометром. Пробные тела внутри датчиков ускорений способны свободно дрейфовать вдоль оси датчика (рабочее направление датчика), по двум другим направлениям эти тела жёстко зафиксированы электростатическими силами. Таким образом, пары датчиков на каждом из аппаратов достаточно, чтобы юниты двигались абсолютно инерционно в плоскости созвездия, тогда как ускорения в перпендикулярном этой плоскости направлении ничем не компенсируются и не мешают научной работе приборов. Для разработки и тестирования этих датчиков ускорения была создана миссия LISA Pathfinder, успешное завершение которой предшествовало утверждению проекта LISA.
Любопытным является тот факт, что тестовая масса акселерометров представляет собой приблизительно двухкилограммовый куб с длиной ребра 46 мм из драгоценных металлов — сплава золота и платины и покрытый золотом. Столь дорогие материалы выбраны по причине их высокой плотности, низкой магнитной чувствительности, электростатически однородной и инертной поверхности.

## LISA Pathfinder
Проект LISA Pathfinder, ранее известный как SMART-2 (Small Missions for Advanced Research in Technology-2) — тестовый спутник, на котором отрабатывались необходимые для полномасштабного эксперимента технические решения. Запуск LISA Pathfinder был осуществлён 3 декабря 2015 года. Перечень научного оборудования LISA Pathfinder включал два сверхточных акселерометра, сравнение показаний которых показало отсутствие существенных расхождений и тем самым подтвердило реализуемость проекта LISA существующими технологиями.

## eLisa и различные варианты
Первоначально предполагавшаяся миссия (LISA 2008 г.) предполагала длины плеч интерферометра в 5 миллионов километров.
Предлагаемая в 2013 году уменьшенная миссия предполагала плечи в 1 миллион километров, и называлась eLISA.
Одобренная в 2017 году миссия LISA предполагает плечи в 2,5 миллиона километров.

## Сопутствующие проекты
Обсуждаемые и планируемые космические детекторы гравитационных волн
При том, что LISA очевидно опережает конкурирующие проекты, существует ряд других схожих проектов и предложений:
- ALIA — обсуждаемая китайскими учёными миссия, схожая с LISA. Ожидается, что должна быть несколько лучшей версией LISA[13].
- DECIGO — обсуждаемая японская миссия[14]. B-DECIGO — миссия по проверке её ключевых технологий (pathfinder).
- µAres — обсуждаемый концепт интерферометра огромных размеров, сопоставимых с размерами орбиты Марса (Ares), может быть реализован не ранее 2050 года.
- BBO — обсуждаемый вариант очень чувствительного варианта антенны, может быть реализован не ранее 2050 года.

Прочее
- GRACE-FO — близким в плане используемых технологий, но существенно отличным в плане научной направленности, является проект GRACE. Команда LISA отмечает, что (предстоящий на момент публикации LISA) запуск аппаратов GRACE-FO (GRACE Follow-On), использующих лазерную интерферометрию для точного измерения гравитационного поля Земли, создаст ценное наследие для реализации LISA. В свою очередь, команда GRACE отмечает наследие LISA (речь, вероятно, о технологиях LISA Pathfinder, используемых на GRACE)[8].